# 參數振盪器

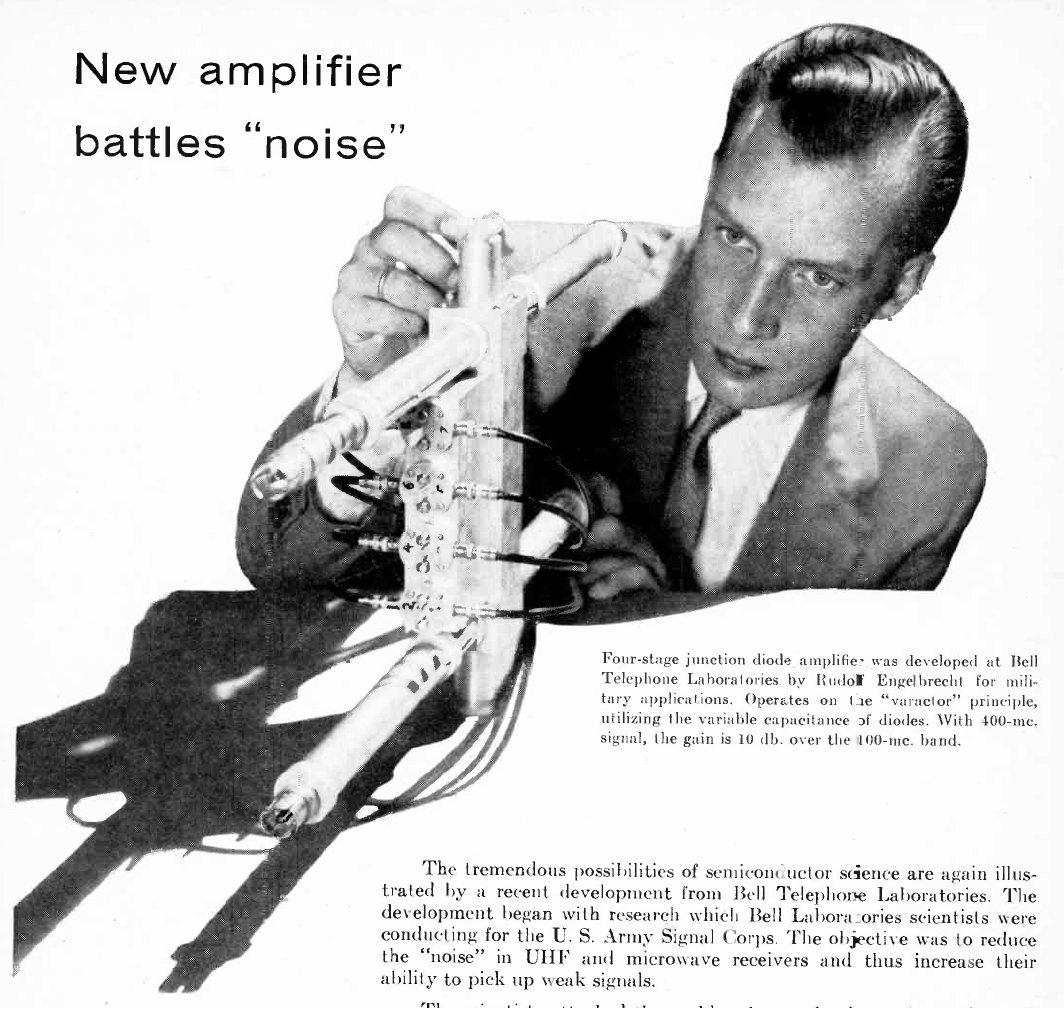
最早期的變容二極體參數振盪器，約略在1958年發明於貝爾實驗室。這個放大器可以在400兆赫頻率下達到10分貝增益。參數振盪器用於需要極低雜訊的應用。

參數振盪器（英語：parametric oscillator）是一種受驅諧振子，其中驅動系統的參數設置在某些頻率，而這頻率通常與振盪器的自然頻率不同。參數振盪器的一個簡單例子為兒童在鞦韆上週期性地站立跟蹲下，來增加鞦韆的振盪幅度。兒童的動作改變了鞦韆擺盪的慣量。這個驅動的頻率必須是鞦韆自然頻率的兩倍。其他相關可改變的參數包括振盪器的共振頻率{\displaystyle \omega }以及阻尼{\displaystyle \beta }。
參數振盪器應用於物理學中多個領域。古典的變容二極體參數振盪器組成包括有一個半導體變容二極體，連接到共振電路或腔室共振器。驅動機制為投過改變偏壓來調整二極體的電容。改變二極體電容的電路則稱作「泵」（pump）或「驅動器」（driver）。在微波電路中則是用電磁波導/釔鋁石榴石（YAG）為基礎的參數振盪器，工作原理仍是相同。另一個重要的例子為光學參數振盪器，其將入射的雷射光波轉換成兩道較低頻率（分別為{\displaystyle \omega _{s},\omega _{i}}）的出射光波。